# Condado de Ripley (Indiana)
O Condado de Ripley é um dos 92 condados do Estado americano de Indiana. A sede do condado é Versailles, e sua maior cidade é Versailles. O condado possui uma área de 1 160 km² (dos quais 4 km² estão cobertos por água), uma população de 26 523 habitantes, e uma densidade populacional de 23 hab/km² (segundo o censo nacional de 2000). O condado foi fundado em 1818.